# Callicebus
Callicebus là một chi động vật có vú trong họ Pitheciidae, bộ Linh trưởng. Chi này được Thomas miêu tả năm 1903. Loài điển hình của chi này là Simia personatus É. Geoffroy, 1812.

## Các loài
Chi này gồm các loài:
- Callicebus baptista Lönnberg, 1939
- Callicebus barbarabrownae Hershkovitz, 1990
- Callicebus bernhardi M. G. M. van Roosmalen, T. van Roosmalen et Mittermeier, 2002
- Callicebus brunneus (Wagner, 1842)
- Callicebus caligatus (Wagner, 1842)
- Callicebus caquetensis (Defler & al., 2010)
- Callicebus cinerascens (Spix, 1823)
- Callicebus coimbrai Kobayashi et Langguth, 1999
- Callicebus cupreus (Spix, 1823)
- Callicebus discolor Hershkovitz, 1988
- Callicebus donacophilus (d'Orbigny, 1836)
- Callicebus dubius Hershkovitz, 1988
- Callicebus hoffmannsi Thomas, 1908
- Callicebus lucifer Thomas, 1914
- Callicebus lugens (Humboldt, 1811)
- Callicebus medemi Hershkovitz, 1963
- Callicebus melanochir (Wied-Neuwied, 1820)
- Callicebus modestus Lönnberg, 1939
- Callicebus moloch (Hoffmannsegg, 1807)
- Callicebus nigrifrons (Spix, 1823)
- Callicebus oenanthe Thomas, 1924
- Callicebus olallae Lönnberg, 1939
- Callicebus ornatus (Gray, 1866)
- Callicebus pallescens Thomas, 1907
- Callicebus personatus (É. Geoffroy Saint-Hilaire, 1812)
- Callicebus purinus Thomas, 1927
- Callicebus regulus Thomas, 1927
- Callicebus stephennashi M. G. M. van Roosmalen, T. van Roosmalen et Mittermeier, 2002
- Callicebus torquatus (Hoffmannsegg, 1807)

## Hình ảnh

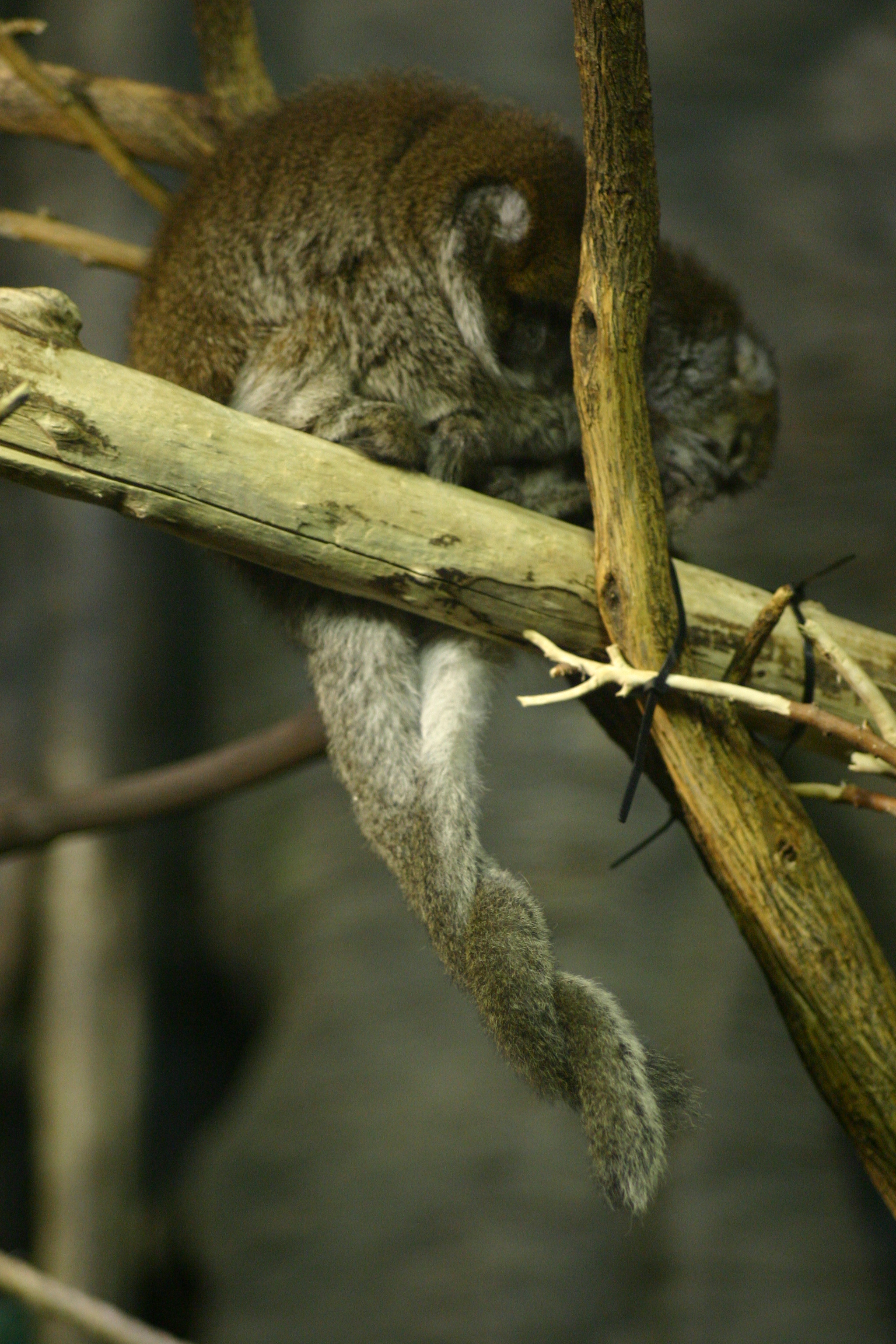
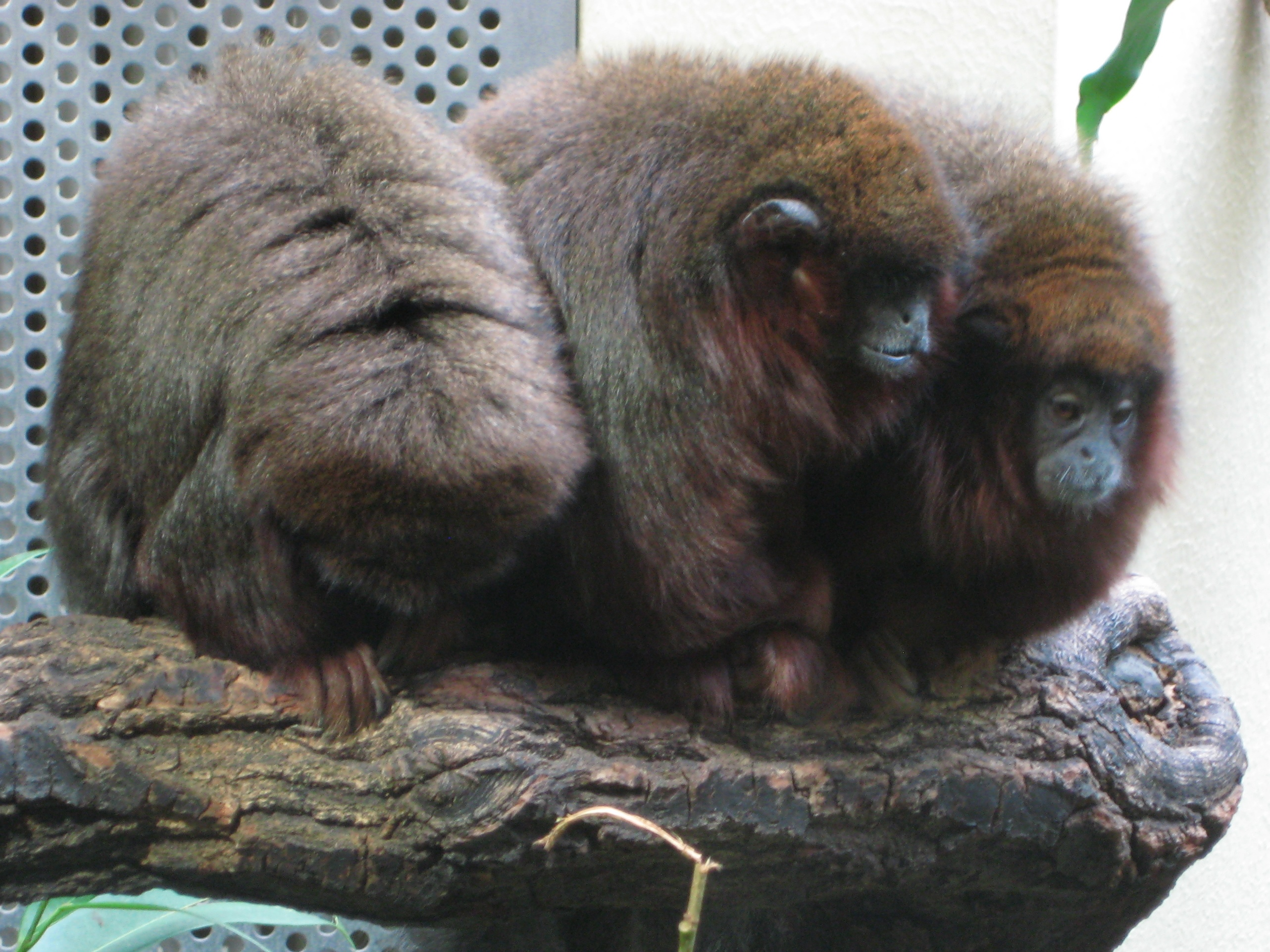